# Flagi terytoriów zależnych
Flagi terytoriów zależnych – lista flag obowiązujących we wszystkich terytoriach zależnych.
Zgodnie z definicją, flaga to płat tkaniny określonego kształtu, barwy i znaczenia, przymocowywany do drzewca lub masztu. Może on również zawierać herb lub godło danej jednostki administracyjnej. Część terytoriów zależnych używa flagi państwa, które nimi zarządza (jak np. większość terytoriów zależnych od Francji), natomiast część posiada własne flagi.
| Terytorium                                                      | Wzór | Opis |
| --------------------------------------------------------------- | ---- | --- |
| Akrotiri                                                        |      | Flagą używaną na Akrotiri jest flaga Wielkiej Brytanii, powstała z połączenia symboli Anglii, Szkocji i Irlandii. |
| Anguilla                                                        |      | Flaga Anguilli została przyjęta 30 maja 1990 roku. Jest bazowana na brytyjskim Blue Ensign, z flagą Wielkiej Brytanii umieszczoną w kantonie. W części swobodnej umieszczona została tarcza, z trzema pomarańczowymi delfinami na białym tle ponad niebieskim polem. |
| Aruba                                                           |      | Flaga Aruby została przyjęta 18 marca 1976 roku. Jest to niebieski prostokąt o proporcjach 2:3. W prawym górnym rogu, przy drzewcu znajduje się czerwona gwiazda z białym konturem, a poniżej umieszczone zostały dwa wąskie, poziome, żółte pasy. |
| Baker                                                           |      | Flagą używaną na wyspie Baker jest flaga Stanów Zjednoczonych. |
| Bermudy                                                         |      | Flaga Bermudów została oficjalnie przyjęta w październiku 1967 roku. Jest to czerwony prostokąt o proporcjach 1:2; w kantonie umieszczona została flaga Wielkiej Brytanii, natomiast w części swobodnej – herb kolonii. |
| Bonaire                                                         |      | Flaga Bonaire została przyjęta 15 grudnia 1981 roku. Składa się z małego pomarańczowego trójkąta przy drzewcu oraz dużego, niebieskiego trójkąta w części swobodnej, odseparowanych białym ukośnym paskiem. Na pasku znajduje się symbol kompasu w kolorze czarnym, a wewnątrz niego – czerwona, sześcioramienna gwiazda.                                                           |
| Brytyjskie Terytorium Antarktyczne                              |      | Flaga Brytyjskiego Terytorium Antarktycznego została przyjęta w 1998 roku. Jest to biały prostokąt, z flagą Wielkiej Brytanii w kantonie oraz herbem kolonii umieszczonym w części swobodnej. |
| Brytyjskie Terytorium Oceanu Indyjskiego                        |      | Flaga Brytyjskiego Terytorium Oceanu Indyjskiego została przyjęta w 1990 roku. Jest to biały prostokąt z sześcioma falowanymi, niebieskimi pasami. W kantonie znajduje się flaga Wielkiej Brytanii, a w części swobodnej umieszczony został herb terytorium. |
| Brytyjskie Wyspy Dziewicze                                      |      | Flaga Brytyjskich Wysp Dziewiczych została przyjęta 15 listopada 1960 roku. Flaga, o proporcjach 1:2, jest bazowana na Blue Ensign – w kantonie znajduje się Union Jack, a w części swobodnej znajduje się herb wysp. |
| Curaçao                                                         |      | Flaga Curaçao to prostokąt podzielony na trzy poziome pasy, niebieski, żółty i niebieski, w stosunku 5:1:2. W lewym górnym rogu znajdują się dwie białe, pięcioramienne gwiazdy. |
| Dhekelia                                                        |      | Flagą używaną w Dhekelii jest flaga Wielkiej Brytanii, powstały z połączenia symboli Anglii, Szkocji i Irlandii. |
| Falklandy                                                       |      | Flaga została przyjęta w 1948 roku. Wywodzi się z Blue Ensign. W kantonie znajduje się flaga Wielkiej Brytanii, a w części swobodnej umieszczony jest herb terytorium. |
| Francuskie Terytoria Południowe i Antarktyczne                  |      | Flagą używaną we Francuskich Terytoriach Południowych i Antarktycznych jest flaga Francji. |
| Georgia Południowa i Sandwich Południowy                        |      | Flaga Georgii Południowej i Sandwichu Południowego jest bazowana na Blue Ensign. W kantonie umieszczona jest flaga Wielkiej Brytanii, a w części swobodnej znajduje się herb. |
| Gibraltar                                                       |      | Flaga została przyjęta w 1983 roku. Jest to prostokąt podzielony na dwa poziome pasy, biały i czerwony, w stosunku 2:1. Na białym pasie umieszczony został czerwony zamek, z którego bramy zwisa złoty klucz. |
| Grenlandia                                                      |      | Flaga Grenlandii została zaprojektowana przez lokalnego artystę i przyjęta w 1985 roku. Jest to prostokąt podzielony na dwa równe, poziome pasy, biały i czerwony. Przy drzewcu znajduje się koło, którego górna połowa jest czerwona, a dolna – biała. |
| Guam                                                            |      | Flaga Guamu została przyjęta 4 czerwca 1917 roku. Jest to niebieski prostokąt z czerwonym konturem, o proporcjach 22:41. Na środku umieszczone zostało godło Guamu. Flaga może być wywieszana wyłącznie wraz z flagą Stanów Zjednoczonych. |
| Guernsey                                                        |      | Flaga Guernsey została przyjęta 9 maja 1985 roku. Jest to biały prostokąt, wewnątrz którego znajduje się czerwony krzyż świętego Jerzego, z mniejszym, złotym krzyżem wewnątrz niego. |
| Gujana Francuska                                                |      | Flagą używaną w Gujanie Francuskiej jest flaga Francji. W użyciu są jednak liczne flagi regionalne, również o charakterze nieoficjalnym. |
| Gwadelupa                                                       |      | Flagą używaną w Gwadelupie jest flaga Francji. W użyciu są jednak liczne flagi regionalne o charakterze nieoficjalnym. |
| Howland                                                         |      | Flagą używaną na wyspie Howland jest flaga Stanów Zjednoczonych. |
| Jan Mayen                                                       |      | Flagą używaną na wyspie Jan Mayen jest flaga Norwegii. |
| Jarvis                                                          |      | Flagą używaną na wyspie Jarvis jest flaga Stanów Zjednoczonych. |
| Jersey                                                          |      | Flaga Jersey została przyjęta 7 kwietnia 1981 roku. Jest to biały prostokąt, wewnątrz którego znajduje się czerwony krzyż świętego Andrzeja. Ponad krzyżem umieszczony został ukoronowany herb Jersey. |
| Kajmany                                                         |      | Flaga Kajmanów została przyjęta w 1999. Jest to niebieski prostokąt o proporcjach 1:2. W kantonie znajduje się flaga Wielkiej Brytanii, a w części swobodnej umieszczony został herb. |
| Kingman                                                         |      | Flagą używaną na rafie Kingman jest flaga Stanów Zjednoczonych. |
| Majotta                                                         |      | Flagą używaną na Majotcie jest flaga Francji. |
| Mariany Północne                                                |      | Flaga Marianów Północnych została przyjęta w 1972 roku. Jest to niebieski prostokąt, z umieszczonym pośrodku symbolem białej gwiazdy na tle tradycyjnych kamieni, na których społeczność mieszkańców stawia domy. Całość została otoczona wieńcem. |
| Midway                                                          |      | Flagą używaną na w Midway jest flaga Stanów Zjednoczonych. |
| Montserrat                                                      |      | Flaga Montserratu została przyjęta w 1962 roku. W kantonie niebieskiego prostokątu została umieszczona flaga Wielkiej Brytanii, a w części swobodnej znajduje się herb terytorium. |
| Navassa                                                         |      | Flagą używaną na wyspie Navassa jest flaga Stanów Zjednoczonych. |
| Norfolk                                                         |      | Flaga wyspy Norfolk to prostokąt podzielony na trzy pionowe pasy: zielony, biały i zielony, z umieszczoną na środku zieloną sylwetką sosny. |
| Nowa Kaledonia                                                  |      | Nowa Kaledonia posiada dwie oficjalne flagi – obok flagi Francji używana jest flaga Kanaków, przyjęta oficjalnie w 2010 roku. Flaga ta złożona jest z trzech poziomych pasów, niebieskiego, czerwonego i zielonego oraz żółtego koła, na które nałożony jest czarny symbol flèche faîtière, tradycyjna ozdoba dachów.                                                               |
| Pitcairn                                                        |      | Flaga Pitcairn została przyjęta w 1984 roku. Jest bazowana na brytyjskim Blue Ensign, z flagą Wielkiej Brytanii umieszczoną w kantonie. W części swobodnej znajduje się herb terytorium. |
| Polinezja Francuska                                             |      | Flaga Polinezji Francuskiej to prostokąt podzielony na trzy poziome pasy: czerwony, biały i czerwony, w stosunku 1:2:1. Na środku umieszczone zostało godło terytorium. |
| Portoryko                                                       |      | Flaga Portoryka, zaprojektowana przez Antonio Vélez Alvarado lub Manuel de Besosa, została przyjęta 25 lipca 1952 roku. Jest to prostokąt złożony z pięciu poziomych pasów, naprzemiennie czerwonych i białych oraz umieszczonego przy drzewcu niebieskiego trójkąta z białą gwiazdą w środku.                                                                                      |
| Reunion                                                         |      | Flagą używaną na Reunionie jest flaga Francji. |
| Saba                                                            |      | Flaga Saby została przyjęta 6 grudnia 1985. Jest to prostokąt podzielony na dwa poziome pasy: czerwony i zielony. Na środku umieszczony został biały romb, a wewnątrz niego – żółta pięcioramienna gwiazda. |
| Saint-Barthélemy                                                |      | Flagą używaną w Saint-Barthélemy jest flaga Francji. |
| Saint-Martin                                                    |      | Flagą używaną w Saint-Martin jest flaga Francji. |
| Saint-Pierre i Miquelon                                         |      | Flaga Saint-Pierre i Miquelon złożona jest z głównego pola, na którym znajduje się złoty statek żeglujący po falach oraz symboli Basków, Bretończyków i Normanów, umieszczonych przy drzewcu. Na oficjalne okazje wywiesza się flagę Francji. |
| Samoa Amerykańskie                                              |      | Flaga Samoa Amerykańskiego została przyjęta 17 kwietnia 1900 roku. Jest to niebieski prostokąt o proporcjach 10:19, na który nałożone zostały biały, równoramienny trójkąt z czerwonym konturem oraz sylwetka bielika amerykańskiego. |
| Sint Eustatius                                                  |      | Flaga Sint Eustatius to granatowy prostokąt z umieszczonym pośrodku rombem, zawierającym sylwetkę wyspy. Zarówno romb, jak i całość otoczone są czerwonym konturem. |
| Sint Maarten                                                    |      | Flaga Sint Maarten została przyjęta 13 lipca 1985. Jest to prostokątny płat tkaniny o proporcjach 2:3, złożony z dwóch równych, poziomych pasów, czerwonego oraz niebieskiego oraz białego trójkąta przy drzewcu. Na trójkącie umieszczony został herb terytorium. |
| Svalbard                                                        |      | Flagą używaną na Svalbardzie jest flaga Norwegii. |
| Tokelau                                                         |      | Flaga to granatowy prostokąt, wewnątrz którego znajduje się stylizowana sylwetka canoe oraz cztery białe gwiazdy tworzące krzyż południa. |
| Turks i Caicos                                                  |      | Flaga Turks i Caicos została przyjęta w 1968 roku. Jest bazowana na brytyjskim Blue Ensign, z flagą Wielkiej Brytanii umieszczoną w kantonie. W części swobodnej znajduje się herb terytorium. |
| Wake                                                            |      | Flagą używaną na wyspie Wake jest flaga Stanów Zjednoczonych. |
| Wallis i Futuna                                                 |      | Wallis i Futuna posiada dwie flagi: jako flaga oficjalna używana jest flaga Francji, jednak istnieje również nieoficjalna, lokalna flaga. Jest to czerwony prostokąt z umieszczonymi na środku czterema białymi trójkątami oraz flagą Francji w kantonie. |
| Wyspa Bouveta                                                   |      | Flagą używaną na Wyspie Bouveta jest flaga Norwegii. |
| Wyspa Bożego Narodzenia                                         |      | Flaga Wyspy Bożego Narodzenia to prostokąt podzielony ukośnie na dwie połowy: granatową i zieloną. Przy drzewcu znajduje się ułożony z białych gwiazd gwiazdozbiór Krzyża Południa, na środku położona została zielona sylwetka wyspy w żółtym okręgu, a w części swobodnej umieszczono żółtą sylwetkę faetona żółtodziobego, a dokładniej jego podgatunku, endemicznego dla wyspy. |
| Wyspa Clippertona                                               |      | Flagą używaną na Wyspie Clippertona jest flaga Francji. |
| Wyspa Man                                                       |      | Flaga Wyspy Man została przyjęta 8 lipca 1929 roku i ustandaryzowana w 1966 roku. Jest to czerwony prostokąt z umieszczonym na środku triskelionem ułożonym z trzech nóg. |
| Wyspa Świętej Heleny, Wyspa Wniebowstąpienia i Tristan da Cunha |      | Flaga Wyspy Świętej Heleny, będąca zarazem symbolem całego terytorium, w którego skład wchodzą także Wyspa Wniebowstąpienia i Tristan da Cunha, została przyjęta w 1984 roku. Jest bazowana na brytyjskim Blue Ensign, z flagą Wielkiej Brytanii umieszczoną w kantonie. W części swobodnej znajduje się herb terytorium.                                                           |
| Wyspy Ashmore i Cartiera                                        |      | Flagą używaną na Wyspach Ashmore i Cartiera jest flaga Australii. |
| Wyspy Dziewicze Stanów Zjednoczonych                            |      | Flaga Wysp Dziewiczych Stanów Zjednoczonych została przyjęta 17 maja 1921 roku. Jest to biały prostokąt o proporcjach 2:3, z umieszczonym na środku złotym orłem z tarczą, trzymającym w szponach zieloną gałązkę i kilka strzał, pomiędzy dużymi, niebieskimi literami „V” oraz „I”.                                                                                               |
| Wyspy Heard i McDonalda                                         |      | Flagą używaną na Wyspach Heard i McDonalda jest flaga Australii. |
| Wyspy Kokosowe                                                  |      | Flaga Wysp Kokosowych, zaprojektowana przez Mohammeda Minkom, to zielony prostokąt, wewnątrz którego znajduje się sylwetka palmy w żółtym kole oraz żółty półksiężyc i gwiazdy układające się w gwiazdozbiór Krzyża Południa. |
| Wyspy Morza Koralowego                                          |      | Flagą używaną na Wyspach Morza Koralowego jest flaga Australii. |
| Wyspy Owcze                                                     |      | Flaga Wysp Owczych, nazywana Merkið, została po raz pierwszy wywieszona 22 czerwca 1919 roku i oficjalnie przyjęta 25 kwietnia 1940 roku. Jest to biały prostokąt o proporcjach 5:7, z czerwonym krzyżem skandynawskim z niebieskim konturem. |